# Pomeroon (rivier)

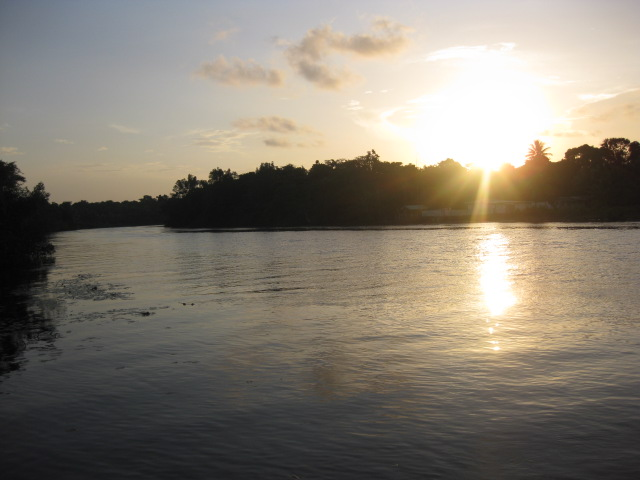
Pomeroon

De Pomeroon is een rivier in het huidige Guyana. De Pomeroon ligt tussen de Orinoco en de Essequibo. Langs de Pomeroon lag in de 17e eeuw de Nederlandse kolonie Pomeroon. 
De rivier heeft een lengte van ongeveer 104 kilometer en heeft veel mangrovebossen. Het is een van de diepste rivieren van Guyana en heeft geen zandbanken of eilanden. Er wordt voornamelijk rijst en kokosnoten in het gebied geproduceerd.
De rivier wordt al minstens 3.000 jaar bewoond door inheemse stammen. De dorpen Charity, en Jacklow bevinden zich aan de rivier.